# Scuola musicale napoletana
(Charles de Brosses, Lettres familières écrites d’Italie en 1739 et 1740)

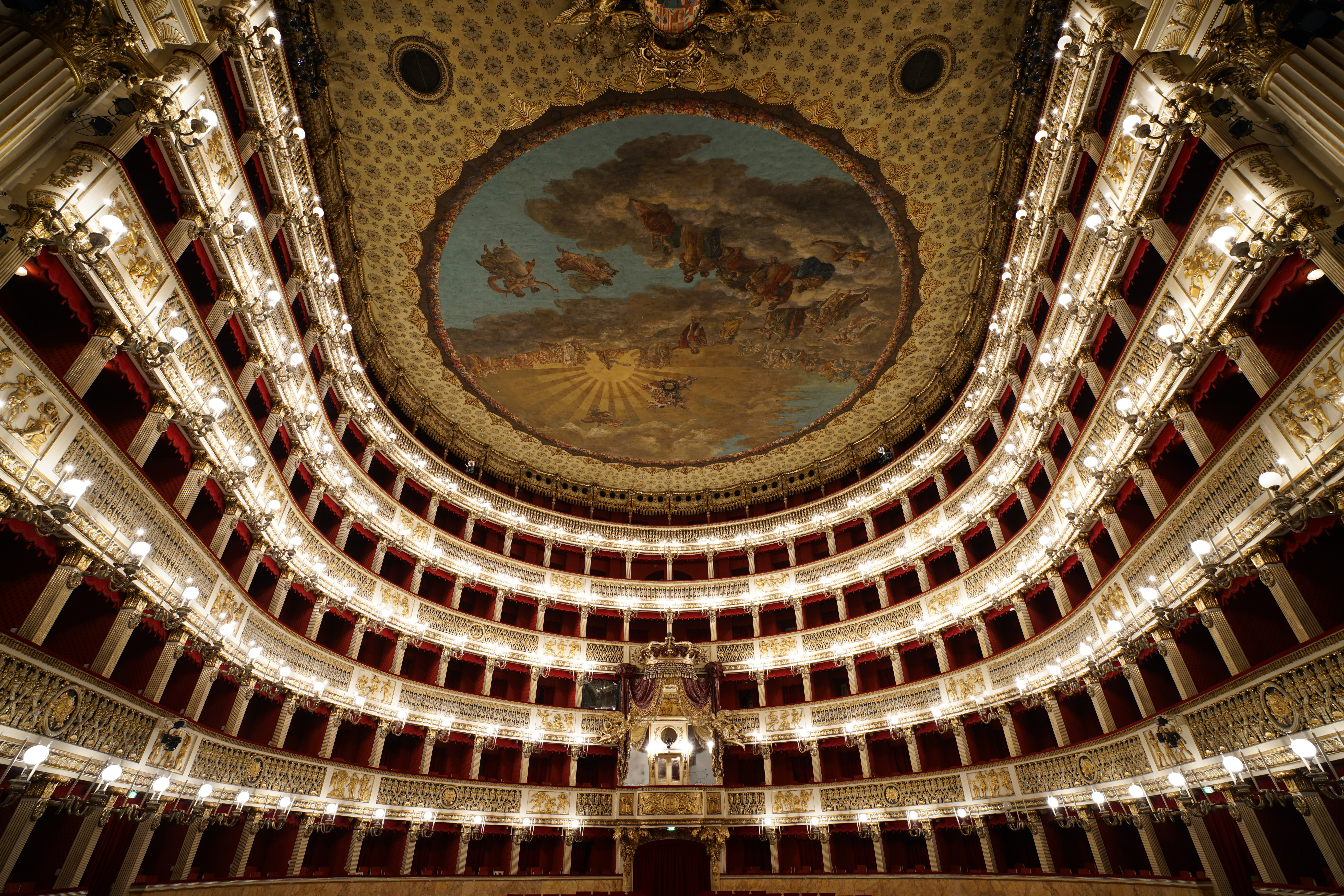
Real Teatro di San Carlo

Il termine Scuola musicale napoletana o Opera napoletana identifica una specifica scuola di musica sviluppatasi a Napoli a partire dal XVIII secolo, la cui tradizione didattica perdurò ancora fino al primo Novecento.
La fama della scuola è legata allo sviluppo dell'opera a partire dagli anni venti del XVIII secolo, quando lo stile dei suoi maggiori esponenti andò rapidamente affermandosi sulle scene italiane ed europee. Tale affermazione fu resa possibile anche grazie a un sistema di istituzioni, denominate conservatorî, originariamente nati come istituti di ricovero di minori orfani, abbandonati o poveri, che garantivano ai ragazzi una formazione musicale di livello professionale.

## Storia

### I conservatorî
Inizialmente i conservatorî avevano lo scopo di accogliere i bambini orfani e/o poveri non solo della città di Napoli ma di tutto il regno. Successivamente, al finire del secolo XVII, tra le materie insegnate fu introdotta anche la musica e ci si accorse ben presto che grazie alla possibilità di avere qualificati insegnanti del calibro di Francesco Durante, si riuscirono ad ottenere risultati di qualità, che permettevano ai giovani, una volta usciti, di intraprendere una carriera, come cantanti, strumentisti e compositori, o almeno di trovare un lavoro come musicisti.
La storia della scuola napoletana ruota intorno a quattro conservatorî fondati nella seconda metà del XVI secolo, che  dalla seconda metà del secolo successivo assunsero un ruolo fondamentale per la vita musicale della città. In ordine cronologico di fondazione, i conservatorî sono:
- il conservatorio di Santa Maria di Loreto (1537);
- il conservatorio della Pietà dei Turchini (1573);
- il conservatorio dei Poveri di Gesù Cristo (1589);
- il conservatorio di Sant'Onofrio a Porta Capuana (1598).

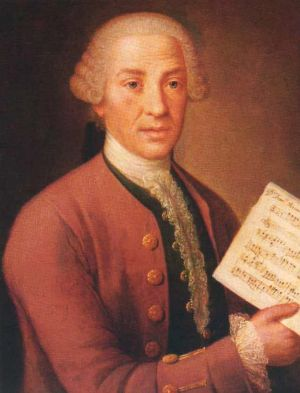
Francesco Durante

Gli insegnamenti impartiti erano canto (essenzialmente quello ecclesiastico) composizione, violino, clavicembalo, arpa, corno ecc. I primi studenti erano gli orfani presi dalle strade napoletane. Successivamente, raggiunta una certa fama e prestigio, divennero delle vere e proprie scuole di musica con l'ammissione anche di studenti esterni provenienti dai ceti non poveri, dietro pagamento di una retta.
Tra gli insegnanti più noti dei conservatorî napoletani si ricorda, oltre al già citato Francesco Durante, Gaetano Greco, che ebbe tra i propri allievi Giuseppe Porsile, Nicola Porpora e Leonardo Vinci Alla scuola di Durante si formarono invece alcuni tra i più importanti compositori del periodo successivo, quali Niccolò Jommelli, Tommaso Traetta, Niccolò Piccinni, Giovanni Paisiello, Pietro Alessandro Guglielmi e Antonio Sacchini. Giovanni Battista Pergolesi fu sia allievo di Greco (e di Leonardo Vinci), prima, sia poi di Durante.

### L'opera a Napoli nel Sei e Settecento

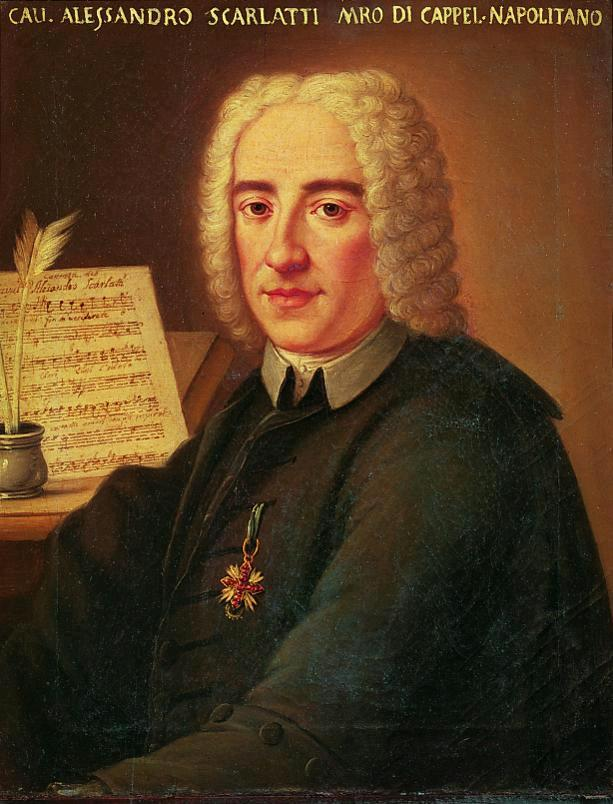
Alessandro Scarlatti

Le prime rappresentazioni d'opera a Napoli risalgono alla metà del Seicento: a parte il caso de La Galatea di Loreto Vittori, andata in scena al Palazzo Spinelli di Cariati nel 1644, la regolare produzione di spettacoli operistici fu avviata dalle compagnie itineranti di musicisti, dette dei "Febi armonici", che avevano in repertorio le opere di maggior successo date nei teatri di Venezia, come Didone (1650), Egisto (1651), Giasone (1651) di Francesco Cavalli, Il Nerone (1651), più nota col titolo originario L'incoronazione di Poppea di Claudio Monteverdi, e La finta pazza di Francesco Sacrati. 
Dal 1654 queste compagnie, grazie a una sovvenzione quasi sempre offerta dal viceré in carica, poterono allestire delle opere al San Bartolomeo, un teatro solitamente utilizzato per le commedie recitate, che tra alterne fortune e un incendio nel 1681, rimase il principale spazio per le rappresentazioni d'opera della città di Napoli fino al 1737, quando fu inaugurato il teatro San Carlo.  Il repertorio del teatro San Bartolomeo, fino agli anni Ottanta del Seicento, fu costituito prevalentemente da riprese di opere veneziane di Francesco Cavalli o di altri compositori non napoletani. Solo nel 1655 fu messa in scena la prima opera di un compositore locale, La fedeltà trionfante di Giuseppe Alfiero, e nel 1658 vi fu rappresentato Theseo di Francesco Provenzale, compositore napoletano, attivo come maestro di cappella in varie chiese e insegnante al conservatorio della Pietà dei Turchini.
Per elevare il livello delle rappresentazioni teatrali a Napoli, i viceré offrirono il posto di maestro di cappella della cappella reale ad affermati compositori provenienti dai maggiori centri di produzione operistica, quali il veneziano Pietro Andrea Ziani nel 1680, e Alessandro Scarlatti nel 1683. Benché nato a Palermo, quest'ultimo si era formato a Roma, dove era arrivato ancora dodicenne; qui aveva poi avviato una rapida quanto brillante carriera a partire dal 1678. A Napoli Scarlatti, chiamato dal viceré marchese del Carpio, già ambasciatore spagnolo a Roma, visse in due distinti periodi: dalla fine del 1683 al 1702, e dal 1709 al 1725, quando morì. Fu senza dubbio l'operista più affermato del suo tempo: le numerosissime sue opere gli vennero commissionate per i teatri pubblici e privati delle principali città italiane: Roma, Firenze, Venezia, Napoli, ma circolarono anche nelle stagioni teatrali di altri centri.  La sua vastissima produzione teatrale (delle oltre cento opere che compose, se ne conoscono circa 70, composte tra il 1679 e il 1721), abbraccia quasi tutti i generi praticati al tempo: dramma, commedia, pastorale, dramma sacro ecc. Scarlatti, anche se non può esserne definito l'inventore, fu tra i primi a utilizzare particolari soluzioni drammaturgico-musicali che divennero abituali nel Settecento, come la sinfonia d'apertura in forma tripartita, il recitativo accompagnato dall'orchestra, l'aria con da capo e il concertato a fine atto.
Scarlatti fu maestro della cappella reale di Napoli, ma non ebbe mai incarichi di insegnamento nei conservatorî napoletani, né sembra avere avuto veri e propri allievi, ad eccezione del figlio Domenico, e di musicisti non napoletani, come Domenico Zipoli, e i tedeschi Johann Adolph Hasse e Johann Joachim Quantz, i cui fugaci contatti col maestro sono riferiti soltanto da fonti indirette e posteriori di decenni ai fatti. Lo stile operistico di Scarlatti, da taluni giudicato, già ai primi del Settecento, "malinconico", "difficile", "più da stanza [camera] che da teatro", perché particolarmente complesso, fondato essenzialmente sul contrappunto e su uno stretto ed equilibrato rapporto tra musica e testo, fu dunque avvicendato dal nuovo stile che comparve nell'opera italiana dagli anni Venti del Settecento; abbandonata la scrittura contrappuntistica paritaria tra voce e basso continuo, con o senza strumenti concertanti, tipica dell'opera secentesca, il nuovo stile privilegiò una distinzione di compiti tra la parte vocale e l'accompagnamento orchestrale, preferendo una scrittura armonica di ampio respiro e semplificata nelle modulazioni, per dare maggiore risalto ai virtuosismi dei cantanti.
Tale stile caratterizza l'opera cosiddetta napoletana, ma non solo essa, del XVIII secolo, che fece di Napoli uno dei principali centri operistici europei, grazie anche alla costruzione nel 1737 del teatro di San Carlo, sulle cui scene vennero rappresentate le opere dei più grandi compositori del XVIII e XIX secolo.

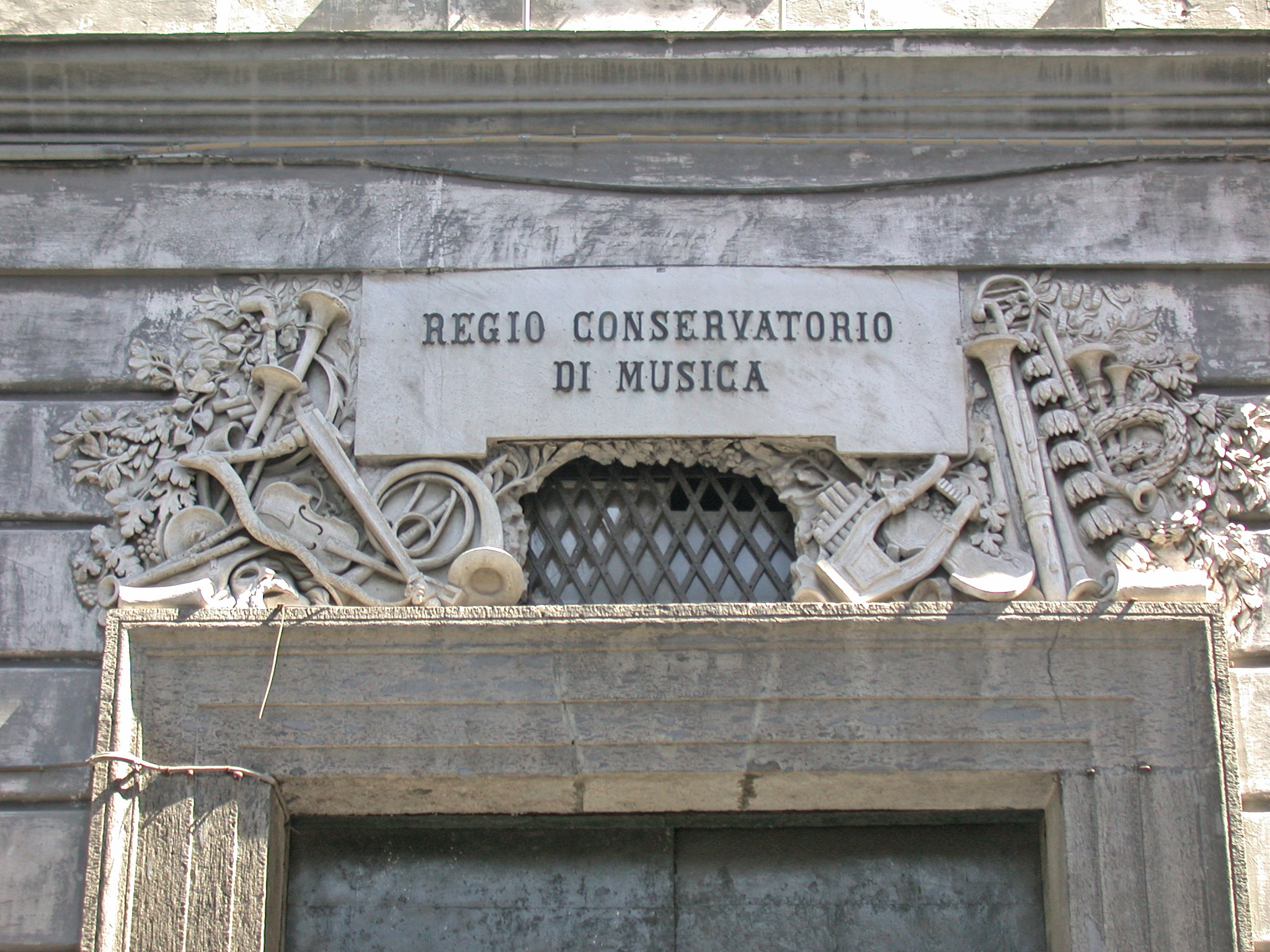
Regio conservatorio di Napoli

Fino ai primi dell'Ottocento, Napoli, con 300 000 abitanti, la più popolosa città della penisola, si impose come uno dei massimi centri operistici europei, divenendo anche sede di importanti scuole musicali. La qualità e la quantità della musica prodotta a Napoli nella seconda metà del Settecento è testimoniata anche da una lettera datata 23 febbraio 1778, che Leopold Mozart scrisse al figlio Wolfgang.

## Innovazioni della scuola napoletana nel Settecento: l'opera buffa

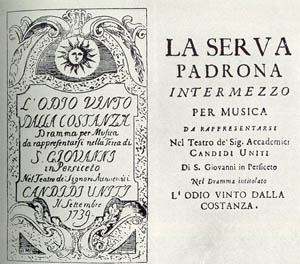
Frontespizio del libretto de La serva padrona di Giovanni Battista Pergolesi, nell'edizione messa in scena nel 1739 a San Giovanni in Persiceto, come intermezzo dell'opera seria L'odio vinto dalla costanza

Tra le più importanti sperimentazioni avviate a Napoli la "commedeja pe' museca", opera comica o sentimentale, in dialetto napoletano, di regola in tre atti. Precursore del genere è La Cilla dell'avvocato e musicista dilettante Michelangelo Faggioli, rappresentata nel palazzo dei principi di Chiusano nel 1706. Ad essa seguirono, in modo più strutturato, numerose altre date con regolarità al Teatro dei Fiorentini, a partire da Patrò Calienno della Costa (1709) di Antonio Orefice, passando per Li zite 'ngalera (1722) di Leonardo Vinci e Lo frate 'nnamorato (1732) e Il Flaminio (1735) di Giovanni Battista Pergolesi. Fanno eccezione tre opere della stagione 1718-1719, tra cui la commedia Il trionfo dell'onore (1718) di Alessandro Scarlatti, in cui si sperimentò l'utilizzo del toscano in luogo del napoletano. Altrove le due lingue si alternano, la prima riservata ai personaggi di alto lignaggio o forestieri, la seconda al popolo napoletano.  La commedia per musica, basata su trame amorose e divertenti, dal lieto fine, con personaggi borghesi e popolari, conobbe dal Settecento un'evoluzione separata e diversificata per luoghi teatrali e cast vocali dal dramma per musica, poi definito opera seria in contrapposizione con l'opera comica, poi opera buffa.
Dalla metà del XVIII secolo, la commedia per musica, trasformata dal grande commediografo Carlo Goldoni in dramma giocoso, caratterizzato da vicende sentimentali, punteggiate da momenti comici, conquistò un successo su scala europea, grazie anche al contributo di compositori napoletani; basterà ricordare capolavori come Il filosofo di campagna (1754) di Galuppi, La Cecchina (1760) di Piccinni, Nina (1789) di Paisiello, Il matrimonio segreto (1792) di Cimarosa, e la trilogia di Mozart/Da Ponte (Le nozze di Figaro, 1786, Don Giovanni, 1787 e Così fan tutte, 1790) e, nella prima metà del XIX secolo, le grandi opere buffe di Rossini (Il barbiere di Siviglia, 1816 e La Cenerentola, 1817) e Donizetti (L'elisir d'amore, 1832 e Don Pasquale, 1843). Con questi grandi compositori il genere dell'opera buffa raggiungerà l'apice per poi declinare dopo la metà del XIX secolo, nonostante il Falstaff di Giuseppe Verdi sia andato in scena nel 1893.
Nel filone del teatro comico rientrano anche generi minori come l'intermezzo (La serva padrona, 1733, di Pergolesi), e la farsa.

## Esponenti
Per secoli la scuola napoletana attrasse musicisti da tutta Italia ed Europa. Gli importanti conservatorî cittadini furono inoltre importanti strumenti di sviluppo della musica operistica locale determinando nei secoli il cambio generazionale che ha potuto permettere alla città di mantenere un livello qualitativo particolarmente elevato per circa quattro secoli. 
 Tra i napoletani e i campani che più di tutti hanno contribuito al prestigio della scuola si annoverano Domenico Cimarosa, Domenico Scarlatti, Nicola Porpora, Niccolò Jommelli, Francesco Durante, Francesco Mancini, Francesco Feo, Gennaro Manna, Gian Francesco de Majo, Francesco Araja (che ebbe il merito di portare l'opera italiana in Russia), Davide Perez, Nicola Antonio Zingarelli, Gaetano Andreozzi ed altri meno noti. 
 Altri grandi compositori non nativi di Napoli e dintorni, ma formatisi nella città sono il marchigiano Giovanni Battista Pergolesi, il ligure Pasquale Anfossi, il maltese Girolamo Abos, i toscani Pietro Alessandro Guglielmi e Antonio Sacchini, l'abruzzese Fedele Fenaroli, i siciliani Alessandro Scarlatti e Andrea Perrucci, il calabrese Leonardo Vinci e i pugliesi Giovanni Paisiello, Niccolò Piccinni, Leonardo Leo, Tommaso Traetta, Domenico Sarro, Nicola Fago, Pasquale Cafaro, Gaetano Latilla e Giacomo Tritto.
Il sistema dell'opera napoletana produsse anche una lunga serie di celebri  castrati, formatisi nei conservatorî o presso i maestri della città, che furono tra i più grandi virtuosi nei teatri italiani ed europei. Si ricordano tra i tanti Matteo Sassano, detto Matteuccio, Carlo Broschi, detto Farinelli, che studiò canto con Porpora; Domenico Gizzi; il suo allievo Giacchino Conti detto Gizziello; Nicolò Grimaldi detto Nicolino, e Gaetano Majorano detto Caffarelli.
Tra i librettisti che operarono nei teatri napoletani invece spicca Metastasio, che a Napoli ebbe l'occasione di scrivere i suoi primi libretti negli anni Venti del XVIII secolo, che in seguito segnarono la storia dell'opera settecentesca. Nel XIX secolo si ricordano Andrea Leone Tottola, che collaborò con Rossini, Donizetti e Saverio Mercadante, Salvadore Cammarano, uno dei maggiori del periodo romantico che collaborò con Donizetti e Giuseppe Verdi, e Vincenzo Torelli. Di formazione napoletana è anche il musicista forlivese Piero Maroncelli, noto soprattutto come patriota.

### La nascita del Conservatorio di San Pietro a Majella
Nel 1794, il conservatorio dei Poveri di Gesù Cristo venne soppresso e dalla fine del Settecento i tre conservatorî laici furono progressivamente accorpati: nel 1805 il Conservatorio della Pietà dei Turchini fu unito con quello di Santa Maria di Loreto a Capuana - nato dalla precedente fusione di Santa Maria di Loreto e Sant'Onofrio a Capuana nel 1797 - per confluire, nel 1807, prima nel Reale Collegio di Musica, con sede nel convento di San Sebastiano (attuale convitto Vittorio Emanuele II), luogo di studio tra gli altri di Mercadante e Vincenzo Bellini, e poi nel 1826 presso l'attuale sede, l'ex convento dei Padri Celestini di San Pietro a Majella, oggi Conservatorio statale di musica di San Pietro a Maiella, ultima tappa della politica di accorpamento dei conservatorî napoletani. In questa istituzione nell'arco dell'intero Ottocento si formarono altri importanti compositori e operisti, tra cui Nicola De Giosa, Francesco Cilea, Ruggero Leoncavallo, Umberto Giordano, Giuseppe Martucci e Franco Alfano in linea di continuità con la tradizione degli antichi conservatorî.

## Compositori di scuola napoletana
- Girolamo Abos (1715-1760)
- Cataldo Amodei (1649-1693)
- Gaetano Andreozzi (1755-1826)
- Pasquale Anfossi (1727-1797)
- Francesco Araja (1709-1770 circa)
- Gennaro Astarita (1749-1805)
- Pietro Auletta (1698 circa-1771)
- Michele Caballone (1692-1740)
- Pasquale Cafaro (1715-1783)
- Luigi Caruso (1754-1823)
- Domenico Cimarosa (1749–1801)
- Carlo Coccia (1782-1873)
- Nicola Conforto (1718-1793)
- Antonio Corbisiero (1720-1790)
- Francesco Corbisieri (1733 circa-1802)
- Giacomo Cordella (1786-1847)
- Giuseppe Curcio (1752-1832)
- Egidio Romualdo Duni (1708-1775)
- Francesco Durante (1684–1755)
- Lorenzo Fago (1704-1793)
- Nicola Fago (1677-1745)
- Pasquale Fago (1740-1794)
- Fedele Fenaroli (1730-1818)
- Francesco Feo (1691–1761)
- Nicola Fiorenza (?-1764)
- Ignazio Fiorillo (1715-1787)
- Domenico Fischietti (1725-1810)
- Gaspare Gabellone (1727-1796)
- Giuseppe Giordani (1751-1798)
- Tommaso Giordani (1730 circa-1806)
- Pietro Alessandro Guglielmi (1728-1804)
- Gaetano Greco (1657circa-1728)
- Giacomo Insanguine (1728-1793)
- Niccolò Jommelli (1714–1774)
- Gaetano Latilla (1711-1788)
- Vincenzo Lavigna (1776-1836)
- Leonardo Leo (1694–1744)
- Nicola Bonifacio Logroscino (1698-1765 circa)
- Nicola Manfroce (1791-1813)
- Gennaro Manna (1715-1779)
- Gian Francesco de Majo (1732–1770
- Giuseppe de Majo (1697-1771)
- Francesco Mancini (1672-1737)
- Gaetano Manna (1751-1804)
- Pietro Marchitelli (1643 -1729)
- Gaetano Marinelli (1754-1820 circa)
- Giuseppe Mosca (1772-1839)
- Luigi Mosca (1775-1824)
- Josef Mysliveček (1737-1781)
- Giovanni Paisiello (1740–1816)
- Antonio Palella (1692-1761)
- Silvestro Palma (1754-1834)
- Pietro Domenico Paradies (1707-1791)
- Niccolò Piccinni (1728–1800)
- Giovanni Battista Pergolesi (1710–1736)
- Andrea Perrucci (1651-1704)
- Nicola Porpora (1686–1768)
- Giuseppe Porsile (1680-1750)
- Francesco Provenzale (1624–1704)
- Angelo Ragazzi (1680-1750)
- Donato Ricchezza (1648-1716)
- Antonio Sacchini (1730-1786)
- Nicola Sala (1713-1801)
- Giovanni Salvatore (1611-1688)
- Angelo Tarchi (1760 circa-1814)
- Giacomo Sarcuni (1690 - 1758)
- Domenico Sarro (1679-1744)
- Alessandro Scarlatti (1660–1725)
- Giuseppe Scarlatti (1718 or 1723-1777)
- Domenico Scarlatti (1685-1757)
- Gregorio Sciroli (1722-1781)
- Giuseppe Sellitto (1700-1777)
- Alessandro Speranza (1724-1797)
- Tommaso Traetta (1727–1779)
- Giacomo Tritto (1733-1824)
- Gennaro Ursino (1650-?)
- Vincenzo Lavigna (1776-1836)
- Gaetano Veneziano (1665-1716)
- Giovanni Veneziano (1683-1742)
- Mattia Vento (1735-1776)
- Leonardo Vinci (1690–1730)
- Nicola Antonio Zingarelli (1752-1837)